# Borja San Emeterio
Borja San Emeterio Díaz (Sierra de Ibio, 16 marzo 1997) è un calciatore spagnolo, difensore dell'Intercity.

## Biografia
È il gemello di Fede San Emeterio, a sua volta calciatore.

## Caratteristiche tecniche
Terzino destro bravo in entrambe le fasi della manovra - prevalentemente in quella offensiva - dotato tecnicamente e dalla notevole rapidità, è abile nel dribbling e nel fornire cross ai compagni. Il suo punto debole è il gioco aereo, dove risulta in difficoltà a causa della scarsa fisicità. Per le sue caratteristiche è stato paragonato a Daniel Carvajal.

## Carriera

### Club
Cresciuto nel settore giovanile del Racing Santander, ha esordito in prima squadra il 16 novembre 2014, nella partita di Segunda División pareggiata per 0-0 contro il Lugo. Dopo nove stagioni totali trascorse con i cantabrici, il 16 agosto 2016 passa al Sevilla Atlético, insieme al gemello Fede, con cui firma un triennale.
Il 1º agosto 2018, dopo la retrocessione del club in terza serie, viene acquistato dal Lugo, legandosi ai biancorossi fino al 2021.

### Nazionale
Con la nazionale Under-19 spagnola ha disputato da titolare gli Europei di categoria del 2015, conclusi con la vittoria del torneo da parte delle Furie Rosse.

## Statistiche

### Presenze e reti nei club
Statistiche aggiornate al 18 agosto 2018.
| Stagione                | Squadra                 | Campionato              | Campionato | Campionato | Coppe nazionali | Coppe nazionali | Coppe nazionali | Coppe continentali | Coppe continentali | Coppe continentali | Altre coppe | Altre coppe | Altre coppe | Totale | Totale |
| Stagione                | Squadra                 | Comp                    | Pres       | Reti       | Comp            | Pres            | Reti            | Comp               | Pres               | Reti               | Comp        | Pres        | Reti        | Pres   | Reti   |
| ----------------------- | ----------------------- | ----------------------- | ---------- | ---------- | --------------- | --------------- | --------------- | ------------------ | ------------------ | ------------------ | ----------- | ----------- | ----------- | ------ | ------ |
| 2014-2015               | Racing Santander        | SD                      | 19         | 0          | -               | -               | -               | -                  | -                  | -                  | -           | -           | -           | 19     | 0      |
| 2015-2016               | Racing Santander        | SDB                     | 14+4       | 0          | CR              | 0               | 0               | -                  | -                  | -                  | -           | -           | -           | 41     | 0      |
| Totale Racing Santander | Totale Racing Santander | Totale Racing Santander | 33+4       | 0          |                 | 0               | 0               |                    | -                  | -                  |             | -           | -           | 37     | 0      |
| 2016-2017               | Sevilla Atlético        | SD                      | 10         | 0          | -               | -               | -               | -                  | -                  | -                  | -           | -           | -           | 10     | 0      |
| 2017-2018               | Sevilla Atlético        | SD                      | 23         | 0          | -               | -               | -               | -                  | -                  | -                  | -           | -           | -           | 23     | 0      |
| Totale Sevilla Atlético | Totale Sevilla Atlético | Totale Sevilla Atlético | 33         | 0          |                 | -               | -               |                    | -                  | -                  |             | -           | -           | 33     | 0      |
| 2018-2019               | Lugo                    | SD                      | 0          | 0          | CR              | 0               | 0               | -                  | -                  | -                  | -           | -           | -           | 0      | 0      |
| Totale carriera         | Totale carriera         | Totale carriera         | 66+4       | 0          |                 | 0               | 0               |                    | -                  | -                  |             | -           | -           | 70     | 0      |